# Lluvia de palos
Lluvia de palos, conocido en nahuatl como Kuauhkiauhtzintli, es un cuarteto de percusiones residente en la Ciudad de México, especializado en instrumentos tradicionales de México, particularmente los de origen nahua. Está integrado por los músicos José Navarro Noriega, Luis Miguel Costero, Manuel Andrade y Samir Pascual, quienes eventualmente incorporan otros instrumentistas, así como cantantes y actores-bailarines. En 2014 presentaron su más reciente producción discográfica, Tlaltekuinilistli, en la sala "Carlos Chávez" del Centro Cultural Universitario (UNAM, México, DF). Ese mismo año estrenan Xochicuicatl cuecuechtli, primera ópera (cuicatl) íntegramente en lengua nahuatl, en el Teatro de las Artes de la Ciudad de México.